# Temelucha ejuncida
Temelucha ejuncida är en stekelart som beskrevs av Dasch 1979. Temelucha ejuncida ingår i släktet Temelucha och familjen brokparasitsteklar. Inga underarter finns listade i Catalogue of Life.